# Phrynobatrachus brevipalmatus
Espèce
Synonymes
- Hylarthroleptis brevipalmatus Ahl, 1925 "1923"

Statut de conservation UICN

 DD  : Données insuffisantes
Phrynobatrachus brevipalmatus est une espèce d'amphibiens de la famille des Phrynobatrachidae.

## Répartition
Cette espèce est endémique d'Angola. Elle n'est connue que dans sa localité type, Luanda,.

## Publication originale
- Ahl, 1925 "1923" : Ueber neue afrikanische Frösche der Familie Ranidae. Sitzungsberichte der Gesellschaft Naturforschender Freunde zu Berlin, vol. 1923, p. 96-106.